# Julie Yeh Feng
Julie Yeh Feng (葉楓, Yè Fēng) est une actrice et chanteuse du monde chinois ayant travaillé dans le cinéma en mandarin de Xiāng Gǎng.
Née en Chine continentale en 1937, elle se réfugie à Taïwan avec sa famille à la fin de la guerre civile.
En 1957 elle entre aux studios MP&GI où elle tourne plusieurs films tirant souvent parti de son physique avenant et de son sex appeal. En 1962 elle rejoint la Shaw Brothers avant de mettre fin à sa carrière cinématographique en 1969.

## Filmographie
Elle a joué dans 30 films dont :
- 1957 : Our Sister Hedy : une sœur au charme vénéneux
- 1959 : Air Hostess : une hôtesse de l'air
- 1960 : Miss Secretary : une secrétaire
- 1960 : Sister Long Legs : une demoiselle aux jambes longues
- 1961 : Sun, Moon and Star : une contre-révolutionnaire
- 1966 : Poisonous Rose : une rose vénéneuse
- 1969 : Farewell my Love